# Antoni Vidal Ferrando
Antoni Vidal Ferrando (Santanyí, Mallorca, 9 de setembre de 1945) és un poeta, historiador i narrador mallorquí. Mestre de professió, la seva obra poètica arranca de la seva identitat illenca, per a construir un discurs sobre l'ésser humà contemporani.

## Biografia
Fill d'una família humil, la seva riquesa d'infant són els llibres que li duen des de Barcelona. Abans de complir els deu anys ja coneix Els viatges de Gulliver o les històries de Xahrazad. Mentre prepara el batxiller elemental, escriu el primer poema. Aquest l'encamina cap a l'amor al seu país i a la llengua catalana. Blai Bonet li contagia la seva immensa ambició literària. Es matricula com a alumne lliure a la Universitat de Barcelona. Volia estudiar filologia, per tal de potenciar la seva vocació d'escriptor.
El 1967 torna a Mallorca després de tres anys de feina com a mestre a Menorca. Aquell retorn el desorienta. Se sent insegur i massa allunyat de les fonts de la llengua i de la qualitat dels seus autors preferits. Per raons acadèmiques, s'ha d'especialitzar en història general. Entre casar-se, acabar la carrera i tenir dos fills, es lliura amb passió a la investigació, a la divulgació i a la didàctica de la història de Mallorca. Fins que arriba el Nadal del 84. Aleshores, després d'un llarg parèntesi de més de tres lustres, i per raons circumstancials, escriu un poema que li canvia radicalment la vida. Fins al punt que, cinc anys després, ja havia publicat cinc llibres, tots premiats a importants certàmens literaris.
Obtengué el títol de mestre a l'Escola Universitària, Professorat d'Educació General Bàsica. El 1978 es llicencià en filosofia i lletres, especialitat d'història, a la Facultat de Filosofia i Lletres de Palma, centre adscrit de la Universitat de Barcelona. Com a historiador, ha fet treball didàctic, divulgatiu i de recerca de la història de Mallorca.
El 2018 el seu poble natal, Santanyí, convoca un premi de narrativa amb el nom de l'escriptor.
Totes les seves obres estan escrites en català, s'han traduït, a l'alemany, l'anglès, al castellà, al francès, al gallec, a l'hindi, al neerlandès, al romanès i al rus.

## Obres històriques
- La població i la propietat de la terra en el municipi de Santanyí (1868-1992)
- Història de Mallorca (1982)
- Mallorca: història i cultura (1985)
- Baleares (1986)

## Obres literàries

### Narrativa
- Les llunes i els calàpets (1994)
- La mà del jardiner (1999)
- L'illa dels dòlmens (2007)
- Amors i laberints (2010)
- Els miralls negres (2013)
- La ciutat de ningú (2016)
- Quan el cel embogeix. Adia Edicions (2020)

### Poesia
- El brell dels jorns (1986)
- Racó de n'Aulet (1986)
- A l'alba lila dels alocs (1988)
- Els colors i el zodíac (1990)
- Cartes a Lady Hamilton (1990)
- Calvari (1992)
- Bandera blanca (1994)
- El batec de les pedres (1996)
- Cap de cantó (2004)
- Vint hiverns a Montmartre (2005)
- El jardí de les delícies (2005)
- A cops de ferro i àlgebra (2005)
- Allà on crema l'herba (2008)
- Gebre als vidres (2012)
- Aigües desprotegides (2018)
- Si entra boira no tendré on anar (2022)

## Premis
- Ausiàs March de poesia de Gandia, 1985: El brell dels jorns
- Premi Ciutat de Palma - Joan Alcover de Poesia en Català, 1985: Racó de n'Aulet
- Ciutat d'Elx de poesia, 1987: Els colors i el zodíac
- Bernat Vidal i Tomàs de Santanyí, 1988: A l'alba lila dels alocs
- Ateneu de Maó, 1990: Cartes a Lady Hamilton
- Cavall Verd - Josep M. Llompart de poesia, 1992: Calvari
- Flor Natural als Jocs Florals de Barcelona, 1994: Bandera blanca
- Premi Joan Alcover de poesia en català, 1995: El batec de les pedres
- Premi Sant Joan de narrativa, 1999: La mà del jardiner
- Premi Crítica Serra d'Or de novel·la, 2008: L'illa dels dòlmens
- Faula de crítica, 2010: Amors i laberints
- Ajuntament de Santanyí, 2018: Medalla d'Or
- Premi Carles Riba de poesia, 2021: Si entra boira no tendré on anar[3]
- Premi Jaume Fuster, 2023, concedit per l'AELC.[4]